# Concilio de Orange (441)
No confundir con Concilio de Orange (529), también llamado Segundo Concilio de Orange
El Primer Concilio de Orange (o Primer Sínodo de Orange) se celebró en la diócesis de Orange, entonces parte del Imperio Romano de Occidente, en el año 441. La reunión tuvo lugar en una iglesia llamada ecclesia Justinianensis, bajo la presidencia del obispo Hilario de Arlés. Diecisiete obispos asistieron a la reunión, entre ellos el obispo Euquerio de Lyon.
La firma de los Cánones, que marcó la culminación del sínodo, tuvo lugar el 8 de noviembre de 441.

## Obispos asistentes
- Hilario de Arlés. Arzobispo de Arlés
- Claudio de Viena.[2]
- Constantino. Obispo de Carpentras[3]
- Audencio.[4]
- Agrestio. Obispo de Lugo
- Julio.[5]
- Auspicio.[6]
- Teodoro.[7]
- Máximo. Obispo de Riez
- Euquerio de Lyon. Obispo de Lión.
- Nectario.[8]
- Ingenuo. Obispo de Embrun[9]
- Cerecio. (Cerato) Obispo de Grenoble[10]
- Justo. Obispo de Orange.[11]
- Augustalis.[12]
- Salonio de Ginebra. [13]
- Supervisor de Claudio (Claudio).[14]

## Actos
Se acordaron y suscribieron treinta cánones (o «reglamentos»), que trataban de la extremaunción, la Permisividad de la penitencia, el derecho de santuario; recomendando cautela a los obispos en la ordenación de clero extranjero, la consagración de iglesias fuera de sus propias jurisdicciones; imponiendo limitaciones en la administración de ritos eclesiásticos a aquellos que estuvieran de algún modo defectuosos, ya fuera en el cuerpo o en la mente; y enfatizando el deber del celibato para aquellos pertenecientes al estado clerical, especialmente diáconos y viudas, con referencia específica al canon viii. del Sínodo de Turín (401 d. C.).
La interpretación exacta de algunos de los cánones (ii., iii., xvii.) es objeto de debate. Se alega que el canon iv. está en conflicto con un decreto del papa Siricio; y ii. y xviii. delatan una inclinación a resistirse a la introducción de costumbres de la Iglesia católica. El canon XVI determina que una persona que haya sido poseída por un demonio no puede ser ordenada, y si lo ha sido, debe ser depuesta. El canon XXVI exige que los hombres casados no sean ordenados diáconos hasta que hayan jurado castidad. El canon XXVII exige que si un diácono ordenado mantiene relaciones sexuales con su esposa, debe ser depuesto. Estos cánones fueron confirmados en los Concilio de Arlés hacia 443.
Los cánones del primer concilio se citan a menudo en los debates modernos sobre la ordenación de mujeres al sacerdocio.